# Teng Čung-sia
Teng Čung-sia (čínsky pchin-jinem Dèng Zhōngxià, znaky zjednodušené 邓中夏, tradiční 鄧中夏; 5. října 1894 – 21. září 1933) byl čínský komunistický revolucionář, jeden ze zakladatelů Komunistické strany Číny a v letech 1922–1925 a od roku 1927 člen nebo kandidát jejího ústředního výboru a krátce i člen politbyra Komunistické strany Číny. Ve 20. letech se podílel na budování odborového hnutí, po roce 1927 obnovoval komunistické organizace v Šanghaji a později v Kuang-tungu. V letech 1930–1932 působil u komunistických povstaleckých vojsk Che Lunga na západě Chu-nanu, poté se vrátil do vedení šanghajské organizace strany. Roku 1933 byl zatčen kuomintangskými úřady, odmítl přejít na jejich stranu a byl popraven.

## Život
Teng Čung-sia se narodil 5. října 1894 v okrese I-čang na jihu provincie Chu-nan v rodině úředníka. Jeho otec, Teng Tien-mo, složil provinční úřednické zkoušky a koncem čchingského období působil ve správě provincie Chu-nan. Po roce 1912 v republikánské Číně byl členem provinčního shromáždění v Chunanu a poradce chunanské vlády. Svá raná léta Teng Čung-sia strávil na státní střední škole v Čen-čou, poté nastoupil na střední školu v Cheng-jangu a roku 1915 na prestižní vyšší normální školu v Čchang-ša, kde se setkal se s Mao Ce-tungem a Cchaj Che-senem, mezi jeho učitele patřil Jang Čchang-ťi.
V patnácti letech mu otec zorganizoval manželství, nicméně Teng po dvou letech svou ženu opustil, ovšem finančně ji podporoval i po odchodu z domova roku 1915. Znovu se oženil roku 1926 s komunistkou Li Chuej-sin, se kterou měl roku 1929 syna. V roce 1917 Teng Čung-sia doprovázel svého otce do Pekingu, kde se zapsal na katedru čínského jazyka Pekingské univerzity a vlivem Li Ta-čaoa se přiklonil k marxismu. V roce 1919 se zapojil hnutí čtvrtého května jako jeden ze studentských vůdců a na univerzitě vstoupil do marxistické výzkumné skupiny. V roce 1920 tato skupina založila komunistickou organizaci, v níž byl Li Ta-čao zvolen tajemníkem a jejímž členem se stal i Teng Čung-sia. Jejich skupina se roku 1921 podílela na založení Komunistické strany Číny.
Od roku 1920 se zapojil do dělnického hnutí v Pekingu a severní Číně. V komunistické straně byl pověřen organizací odborového hnutí (jako tajemník odborového sekretariátu strany, fungujícího do roku 1923). Dělníky vzdělával a zakládal dělnické odbory, organizoval stávky. V červenci téhož roku byl na II. sjezdu KS Číny zvolen členem ústředního výkonného výboru KS Číny. V roce 1923 získal na Liovo doporučení vedoucí administrativní místo na Šanghajské univerzitě, kterou v rámci krátkodobé spolupráce spoluzakládaly KS Číny a Kuomintang. Na školu pozval řadu komunistů, včetně Cchaj Che-sena, Čchü Čchiou-paje a Li Ta, aby na ní vyučovali a využil univerzitu k výchově a získání talentů pro komunistickou stranu. Na III. sjezdu KS Číny v červnu 1923 byl zvolen kandidátem ústředního výkonného výboru. V roce 1924 vstoupil do Kuomintangu a pracoval v oddělení dělníků a rolníků jeho šanghajské organizace, i nadále se podílel na organizaci odborového hnutí, v letech 1923–1924 se také angažoval ve vedení Socialistického svazu mládeže Číny. V roce 1925, po založení Všečínské federace odborů, se stal členem pětadvacetičlenného výkonného výboru a tajemníkem federace a vedoucím jejího oddělení propagandy, načež zorganizoval stávku v Kantonu a Hongkongu, která trvala od června 1925 do října 1926.
Na V. sjezdu KS Číny v dubnu–květnu 1927 byl zvolen členem ústředního výboru. Po rozpadu první jednotné fronty se podílel na přípravách Nančchangského povstání, krátce působil jako generální sekretář ústředního výboru Komunistické strany Číny. V srpnu 1927 byl zvolen kandidátem prozatímního politického byra ústředního výboru KS Číny. Krátce působil jako tajemník provinčního výboru KS Číny v Ťiang-su, načež byl vyslán do Šanghaje, aby organizoval členy strany přeživší kuomintangské masakry. V únoru 1928 byl přeložen do Kuang-tungu a Hongkongu, aby obnovil tamní zničené organizace KS Číny. V březnu 1928 odcestoval do Moskvy, kde se zúčastnil IV. kongresu Kominterny a působil jako člen Všečínské všeobecné dělnické federace. V březnu 1928 odjel do Moskvy, kde se zúčastnil IV. kongresu Rudé odborové internacionály a VI. sjezdu KS Číny v červnu–červenci 1928, na němž byl zvolen kandidátem ústředního výboru.
V červenci 1930 se vrátil z Moskvy do Šanghaje a vzápětí se zapojil do ozbrojeného boje v západním Chu-nanu a Chu-peji jako představitel ústředního výboru a politický komisař 2. sboru čínské Rudé armády vedeném Che Lungem a Čou I-čchünem. V roce 1932 se tajně vrátil do Šanghaje, aby pokračoval v podzemním boji v Kuomintangem.
Dne 15. května 1933 byl v Šanghaji zatčen. Jelikož byl významným komunistickým vůdcem, jeho zatčení přitáhlo pozornost Čankajška. Ten mu nabídl vysokou pozici v Kuomintangu s dobrým platem, pokud přejde na jeho stranu. Teng Čung-sia odmítl, a tak byl kuomintangskými policisty mučen a 21. září 1933 zastřelen.